# فيتروفيو

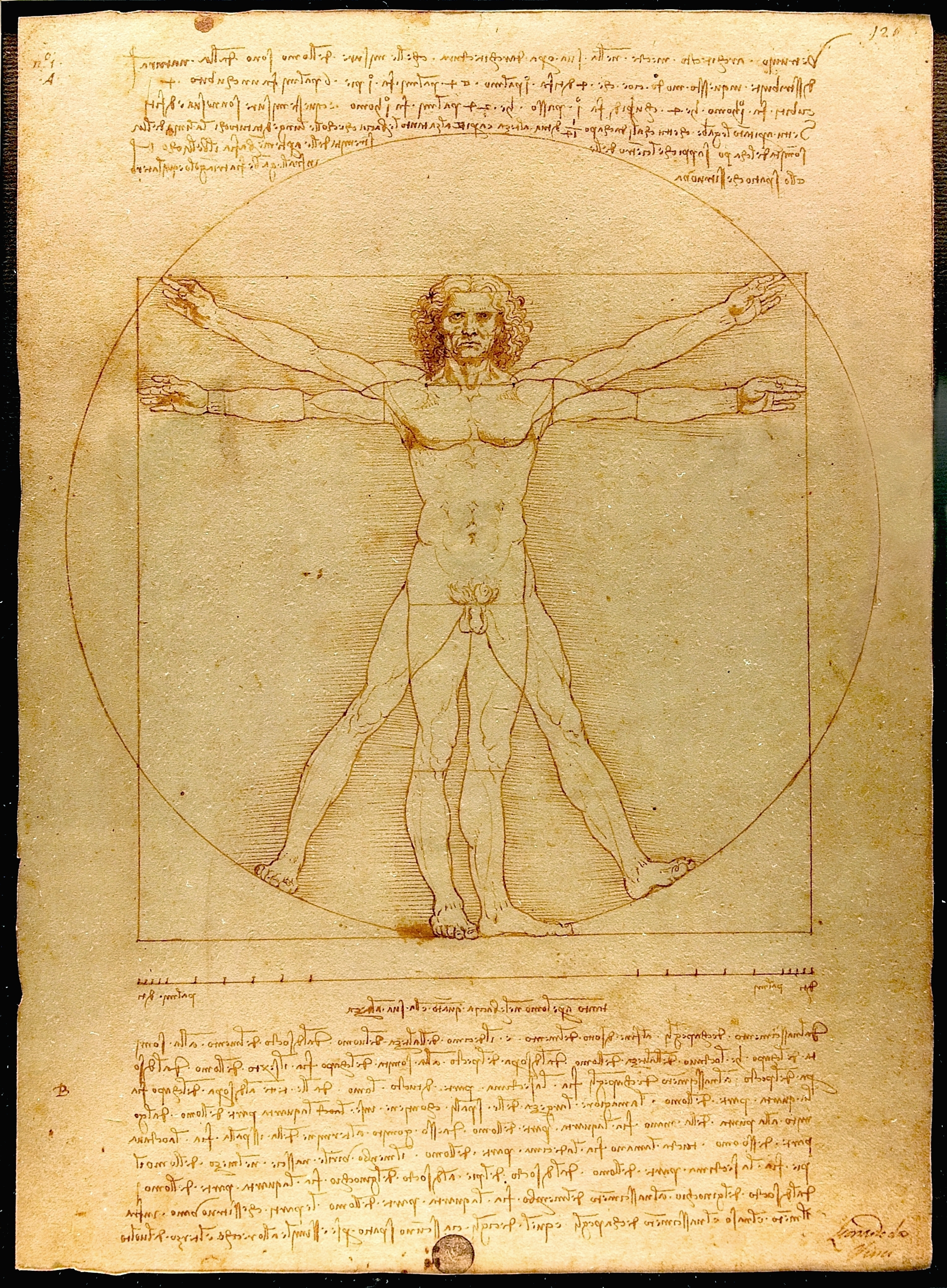

ماركو فيتروفيو (Marcus Vitruvius Pollio)؛ (80/70 قبل الميلاد - 15 قبل الميلاد). كان مهندسا معماريا، ومهندسا مدنيا وكاتبًا لاتينيًّا. كان المسؤول عن آلات الحرب في عهد يوليوس قيصر والقيصر أغسطس، كان قد صمم وبنى كاتدرائية فانو، كتب قواعد الهندسة المعمارية باللاتينية بعشرة كتب ُسميت دي اركيتيتورا "De architectura" التي اتبعت حتى نهاية القرن التاسع عشر.

## حياته
يُعرف القليل عن حياة فيتروفيو، ومعظم المعلومات التي نعرفها عنه اليوم من كتابه الوحيد الباقي المعمار. اسمه الأول ماركوس ولقبه بوليو، وهما في الحقيقة غير مؤكدين. كان مهندساً حربياً مسئولاُ عن معدات الحصار في ظل خدمته في الجيش الروماني. سيتيوس فافينتس تكلم عن فيتروفيو في ملخصه والذي أشار الي أنه من الممكن ان يكون لقبه به اشتقاق والذي يعني فيتروفيو.
أكثر من ذلك حول لقبه هو ما اخًذ من الأسماء الفيرونية والذي تم الإشارة به الي لوشيس فيتروفيو كوردو وماركوس فيتروفيو مامورا، والذي يستشهد منه كتاب تاريخي عن شمال أفريقيا حيث يًستنتج فيها مؤلفهُ عالم آثارالدكتور ج.ك جيجيولي ان كلاً من فيتروفيو ومامورا شخصين منفصلين وقد ينتمون الي نفس العائلة.

## منهجه المعماري
ظهرت الكتب العشرة الشهيرة لفيتروفيوس وبولليو (Pollio) في عهد الإمبراطور أغسطس (Augustus).و هي تشرح في جزء منها طريقة إنشاء القبو الروماني وموقف المؤلفين تجاه العمارة والمعماري.و هي توضح تعليم وواجب المعماري المحترف ومسئولياته بما يشبه الوضع الحالي تقريباً وبعد مرور ما يزيد عن 2000 عام. ومن المثير أن المعماري فيتروفيوس كانت له نظريته الثلاثية عن الإنشاء وهي تشترط أن يتوافر في المنشأ: القوة والفائدة العملية والتأثير الجمالي. وقد تردد نفس المحتوي تقريباً من خلال كلمات هنري ووتون (Henry Wotton) الذي قال: إن العمارة هي: الراحة commodity والثبات Firmness، والبهجة Delight. وقد سرد فيتروفيوس وصفاً دقيقاً لمبادئ العمارة الرومانية والتي كانت هادية لأجيال كثيرة من بعده، ومنها:
1. النظام: وهو الذي يحدد مقاييس معينة لعناصر متفرقة من العمل.
2. الترتيب: الذي يضع كل العناصر في مكانها المناسب.
3. التماثل(Symmetry): وهو المطلوب للإتزان.
4. المناسبة (Propriety): وهي الضرورية لوصول التصميم لمرحلة الكمال.
5. الجمال: وهو التناسق الناتج عن تكامل كل أجزاء العمل الفني.
6. الاقتصاد: وهو الذي يستعمل الأقل في المواد والعمالة مع توفير قيمة جمالية أكبر.

## أعماله
يعتبر كتابه بمثابة أحد أهم موسوعات عصره في مجال العمارة والفن ولقد كُتب بلهجة حازمة، وتغلب النزعة المعيارية فيه عن النزعة الوصفية. طمح مؤلفه إلي تغطية مُجمل النشاط العمراني، الأمر الذي يتماشى مع التقليد اليوناني الذي يقوم على امتلاك الإنشائيين للمعرفة المتعددة الجوانب. وهذا يفسر قيامه بعرض مدوّنة حقيقية وليس محض تجميع لدراسات تتناول موضوعات أحادية.
ينقسم كتابه إلى قسمين أساسيين:
- القسم الأول: ويتألف من الأجزاء السبعة الأولى التي تحتوي على ما يمكن تسميته اليوم بالشِق المعماري. حيث،

الجزء الأول للحديث عن إنشاء المدن وأسوارها،
الجزء الثاني لتقنية البناء ومواده،
الجزأين الثالث والرابع للمعابد والنظم المعمارية،
الجزء الخامس للمنشآت العامة والمدنية،
الجزء السادس المنازل والدور،
الجزء السابع فخصص للإكساء بالمرمر أو الدهان.
- والقسم الثاني: ويتألف من الأجزاء الثلاثة الأخيرة. حيث،

الجزء الثامن للحديث عن الينابيع والمياه وجرّها،
الجزء التاسع تناول فيه علم الفلك وصناعة المَزاول،
الجزء العاشر وأخيراً، أفرده لهندسة الآلات والمضخات وأسلحة الحصار.
من البديهي أن تتفاوت السوية العلمية لأجزاء الكتاب الذي يتناول مجالات هندسية متنوعة. حتى إن الدارسين اكتشفوا منذ زمن بعيد في مؤلف ڤيتروڤيوس أخطاء عديدة، لم تخل منها الأجزاء التي تتناول مجالات هندسية كان لڤيتروڤيوس فيها خبرة عملية، كالجزء العاشر الذي يتناول فن حصار المدن.

## فيتروفيوس وليوناردو دافنشي
بالرغم من المدة الزمنية الطويلة بينهما، إلا أن تأثير فيتروفيوس كان قوياً حيال دراسته الدقيقة لنسب الجسم البشري، وهذا هو ما دفع ليوناردو دافنشي للقيام بعدد من الدراسات التشريحية التي تتأمل النظريات النسبية ليفيتروفيوس. كما قام برسم شكل جسم الإنسان الذكر كما وصفه المعماري فيتروفيوس في مؤلفه. وقد سمي دافنشي لوحته ب «الرجل الفيتروفي».

## وصلات خارجية
- فيتروفيو على موقع الموسوعة البريطانية (الإنجليزية)